# Sobrado de João R. Adorno
O Sobrado de João Rodrigues Adorno é um sobrado originalmente construído como sede de uma fazenda de cana-de-açúcar localizado nas terras da atual cidade de Cachoeiras, Bahia, e que pertenceram à família de João R. Adorno. Está situado numa pequena praça, numa colina no centro histórico da cidade.

## Histórico
Foi construído por Álvaro Rodrigues Adorno em 1683. Apresenta um pavimento térreo disposto em torno de um pátio interior, com um telhado octogonal. A fachada foi modificada, alguns relatos indicam que consistia numa casa de dois andares com um pátio interior datado da segunda metade do século XVII.

Além da casa, a fazenda possuía uma capela dedicada a Nossa Senhora do Rosário, um moinho e um alambique. A principal característica arquitetônica deste sobrado era a sua disposição em torno de um pátio. Além disso, a escadaria que conduz ao piso superior é ondulada e o corrimão têm balaústres virados.